# Congrégation de Saint Michel Archange
Ne doit pas être confondu avec Ordre de Saint-Michel Archange.
La congrégation de Saint Michel Archange (en latin : Congregatio Sancti Michaëlis Archangeli) est une congrégation cléricale enseignante de droit pontifical.

## Historique
En 1885, Bronislas Markiewicz, prêtre polonais de 43 ans, décide d'intégrer un institut religieux principalement consacrée à l'éducation des jeunes abandonnés et pauvres. Il se rend à Turin où il est accueilli par Jean Bosco (1815-1888), fondateur des salésiens et prononce ses vœux le 25 mars 1887. Dix ans plus tard, il retourne en Pologne et quitte les salésiens avec l'intention de former sa propre congrégation aux règles plus strictes et adaptées à la situation polonaise, pays partagé sous l'administration de trois puissances: l'Autriche-Hongrie, la Prusse, pour l'Empire allemand, et le royaume du Congrès, pour l'Empire russe. Cependant Łukasz Solecki (pl), évêque du diocèse de Przemyśl refuse son soutien au Père Markiewicz qui crée en 1898 la société de tempérance et de travail pour la jeunesse abandonnée.
En 1900, Józef Sebastian Pelczar, le nouvel évêque, reconnaît dans un premier temps son œuvre et l'érige en institut de droit diocésain sous le nom de congrégation de Saint Michel Archange. Il consent également deux ans plus tard à l'ouverture, à titre expérimental, d'un noviciat dans le bourg natal du Père Markiewicz. Cependant l'évêque retire son approbation à la congrégation dont les prêtres doivent désormais être ordonnés dans d'autres diocèses.
Ce n'est que le 29 septembre 1921 que Adam Stefan Sapieha, archevêque de Cracovie, reconnaît la congrégation neuf ans après la mort de son fondateur. L'institut reçoit le décret de louange le 15 juin 1966 sous le pontificat de Paul VI.

## Activité et diffusion

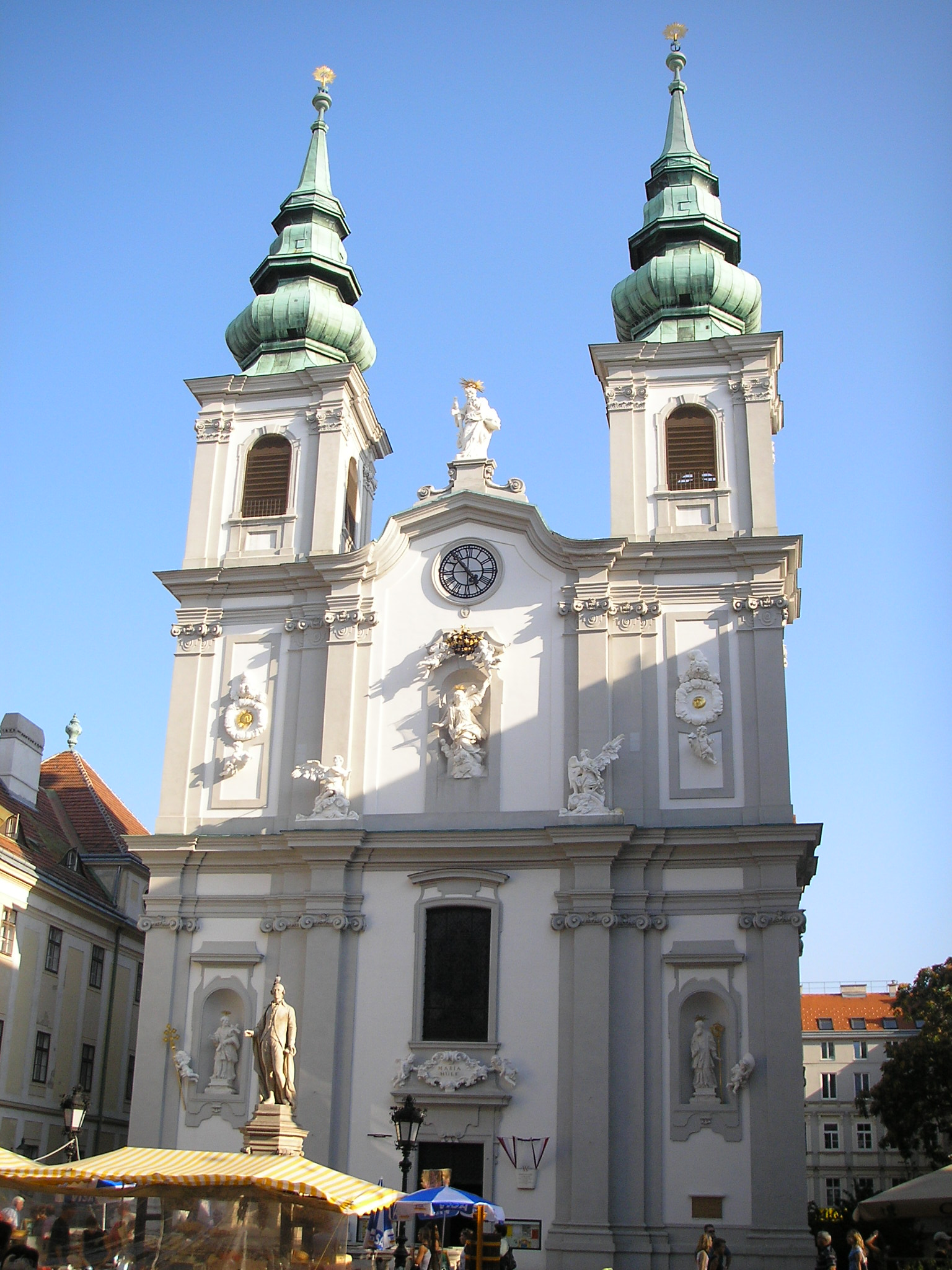
Vue de l'église Mariahilf de Vienne (Autriche), administrée par la congrégation de Saint Michel Archange

La congrégation repose sur ses deux piliers : tempérance et travail, dans un esprit salésien. Elle se voue à l'instruction et à l'éducation chrétiennes de la jeunesse, spécialement la jeunesse abandonnée ou délaissée, et administre aujourd'hui un certain nombre de paroisses urbaines en Pologne et ailleurs.
Ils sont présents en : 
- Europe : Pologne, Allemagne, Autriche, Biélorussie, France, Italie, Suisse, Ukraine.
- Amérique : Argentine, Antilles néerlandaises, Canada, République dominicaine, Paraguay.
- Océanie : Papouasie-Nouvelle-Guinée.

La maison généralice est en Pologne, mais le procureur général réside à Rome près de l'église Domine Quo Vadis.
Selon l'Annuaire pontifical de 2010, la congrégation comptait alors 27 maisons pour 345 religieux dont 253 prêtres.

## Source
- (it) Cet article est partiellement ou en totalité issu de l’article de Wikipédia en italien intitulé « Congregazione di San Michele Arcangelo » (voir la liste des auteurs).

### Articles liés
- Bienheureux Adalbert Nierychlewski, martyr
- Władysław Błądziński (pl), martyr